# Pseudoxandra polyphleba
Pseudoxandra polyphleba är en kirimojaväxtart som först beskrevs av Friedrich Ludwig Diels, och fick sitt nu gällande namn av Robert Elias Fries. Pseudoxandra polyphleba ingår i släktet Pseudoxandra och familjen kirimojaväxter. Inga underarter finns listade i Catalogue of Life.